# Mesomyia barnardi
Mesomyia barnardi är en tvåvingeart som beskrevs av H. Oldroyd 1957. Mesomyia barnardi ingår i släktet Mesomyia och familjen bromsar. Inga underarter finns listade i Catalogue of Life.